# Paraxenetus bracteatus
Paraxenetus bracteatus är en insektsart som först beskrevs av William Lucas Distant 1883.  Paraxenetus bracteatus ingår i släktet Paraxenetus och familjen ängsskinnbaggar. Inga underarter finns listade i Catalogue of Life.